# Jurek Błones
Jurek Błones (* 1922 in Warschau, Polen; † 13. Mai 1943 ebenda) war ein polnischer Gewerkschafter und Mitglied des Allgemeinen Jüdischen Arbeiterbundes („Bund“) in Polen während des Zweiten Weltkriegs. Er wurde von der Gestapo ermordet.

## Leben
Er wurde als Sohn eines Handelsangestellten in Warschau geboren. Als er 15 Jahre war, verstarb seine Mutter. Wie seine ganze Familie wurde auch er in seiner Jugend Mitglied des Sozialistischen Jugend Farbands (SKIF) und der „Tsukunft“, den Jugendorganisationen des „Bundes“. Von vielen Kameraden wurde er als einer der aktivsten und begeistertsten Anhängern des „Bundes“ beschrieben.
Nach der Eroberung Polens zu Beginn des Zweiten Weltkriegs durch die deutsche Wehrmacht blieb Błones auch in der Illegalität weiter aktiv. Er stellte Zeitungen her, verteilte sie und übernahm andere Aufgaben. Błones war auch Mitglied der bundistischen Kampforganisation, die vor allem aus Jugendlichen bestand. Er wurde gemeinsam mit seinem Bruder Łusiek nach Treblinka deportiert, doch konnte er aus dem Zug flüchten und ging zurück nach Warschau.
Nachdem die Jüdische Kampforganisation (ZOB) gegründet worden war, wurde er Anführer einer Einheit in der Nähe der Bürstenmacherfabrik. Jurek Błones zeichnete sich im Kampf aus – er rettete Hunderte Menschen und gab ihnen Schutz. Er konnte mit Marek Edelman und ca. 40 Kämpfern aus dem Ghetto flüchten, wurde jedoch am 13. Mai 1943 verraten und von der Gestapo ermordet.

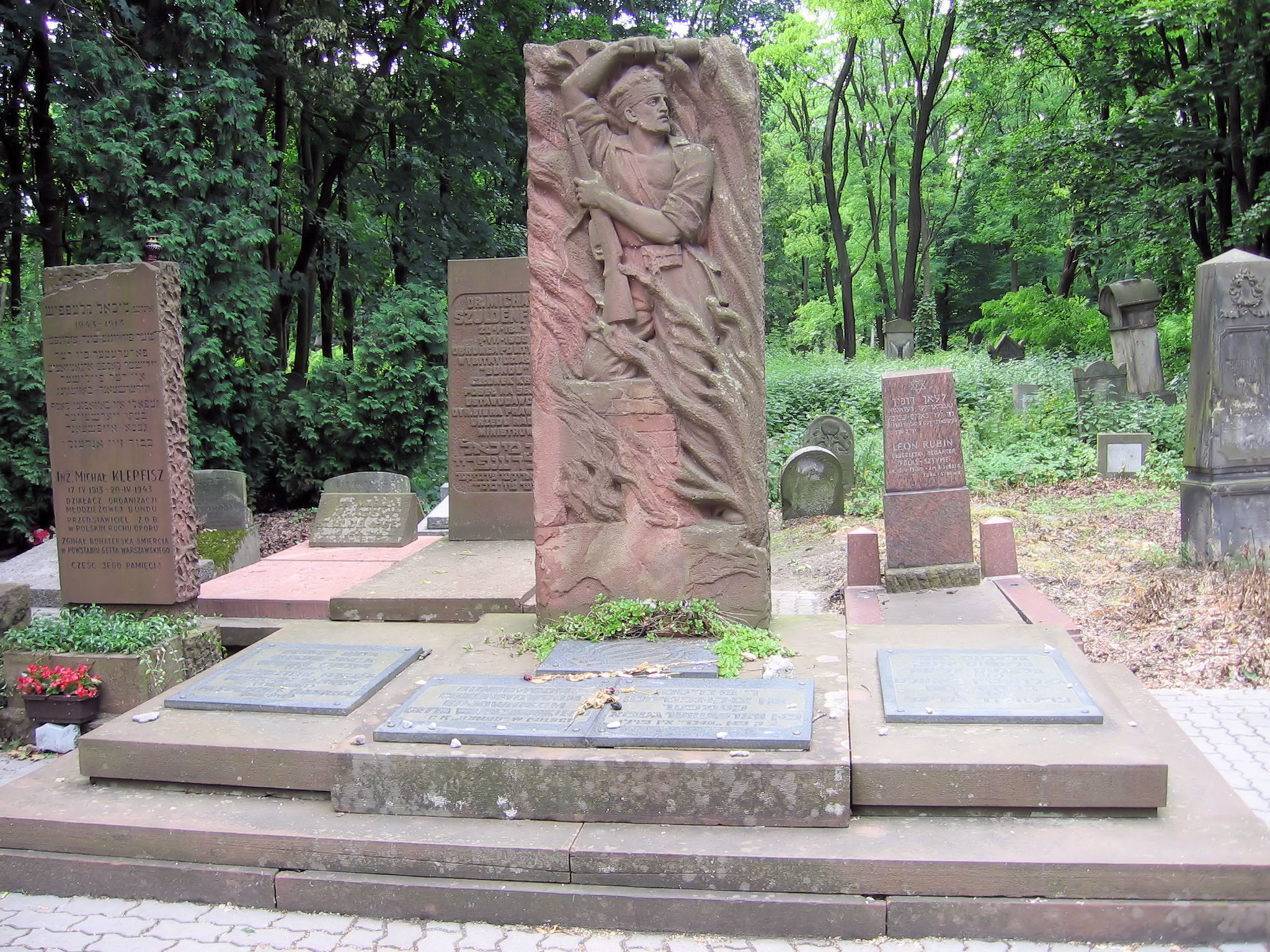
Grab und Denkmal zur Erinnerung an Jurek Błones auf dem Jüdischen Friedhof in Warschau

## Familie
Jurek Błones hatte eine Schwester Gute, 1922 geboren, und einen Bruder mit dem Namen Łusiek, ca. 1930 geboren. Nach dem Tod der Mutter übernahm die 16-jährige Gute viele Pflichten im Haushalt und erzog den 8-jährigen Bruder Łusiek mit. Beide waren wie Jurek aktiv im Ghetto und nahmen am Aufstand teil. Łusiek und Gute konnten wie ihr Bruder nach dem Kampf fliehen, doch wurden sie zusammen mit Jurek verraten und starben am 13. Mai 1943.
Auch der Vater war im Bund aktiv. Er war im Zentralkomitee aller Gewerkschaften als Vertreter der Handelsgewerkschaft tätig.